# Эстеррайх, Рольф
Рольф Эстеррайх (нем. Rolf Österreich; род. 28 ноября 1952 года, Росток, ГДР) — фигурист из ГДР, выступавший  в парном разряде. В паре с Роми Кермер он —  серебряный призёр зимних Олимпийских игр в Инсбруке,  двукратный серебряный призёр чемпионатов мира  и  трёхкратный серебряный призёр чемпионатов Европы. В настоящее время работает тренером по фигурному катанию в Штутгарте.

## Карьера

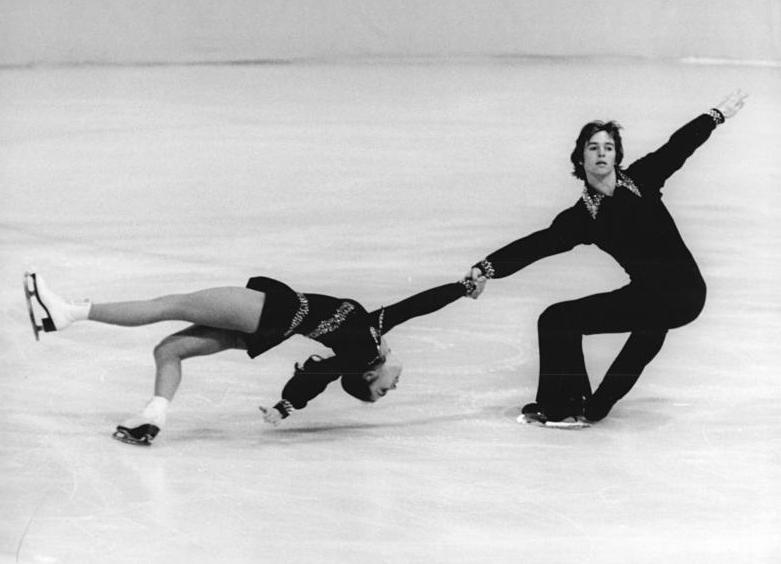
Р. Кермер и Р. Эстеррайх в 1974 г.

Фигурным катанием начал заниматься в Берлине  в паре с Марлиз Радуньски, с которой дважды был третьим на чемпионатах ГДР. В 1972 году встал в пару с Роми Кермер, в паре с которой стал серебряным призёром Олимпийских игр 1976 года. Кроме этого пара трижды была чемпионами ГДР, призёрами чемпионатов Европы и мира
После завершения спортивной карьеры Рольф и Роми поженились.
В настоящее время Рольф работает тренером в "tus Stuttgart Eissport e.V" в Штутгарте.

## Результаты
(с Р. Кермер)
| Соревнования      | 1973 | 1974 | 1975 | 1976 |
| ----------------- | ---- | ---- | ---- | ---- |
| Олимпийские игры  |      |      |      | 2    |
| Чемпионаты мира   | 5    | 3    | 2    | 2    |
| Чемпионаты Европы | 5    | 2    | 2    | 2    |
| Чемпионаты ГДР    | 1    | 2    | 1    | 1    |

(с М. Радуньски)
| Соревнования      | 1971 | 1972 |
| ----------------- | ---- | ---- |
| Чемпионаты Европы | 6    | 7    |
| Чемпионаты ГДР    | 3    | 3    |